# Nord-Vest (región de desarrollo)
Nord-Vest (español: Noroeste) es una región de desarrollo de Rumanía, creada en 1998. Como las demás regiones de desarrollo, no tiene poderes administrativos, siendo su función principal la de coordinar proyectos de desarrollo regional y gestionar fondos de la Unión Europea.

## Distritos
La región de Nord-Vest se compone de los siguientes distritos:
- Bihor
- Bistrița-Năsăud
- Cluj
- Maramureș
- Satu Mare
- Sălaj

## Economía

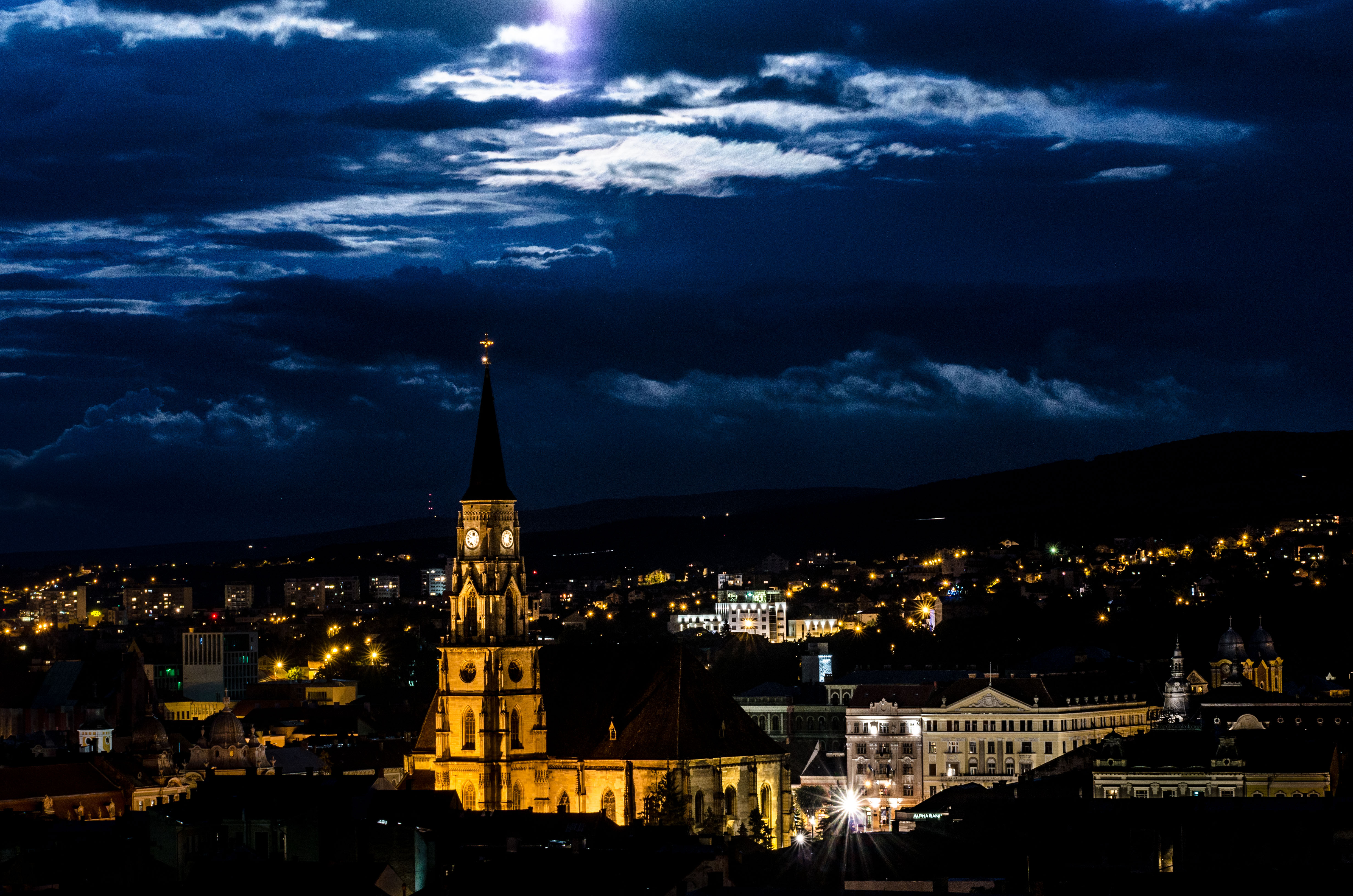
Cluj-Napoca es el principal centro económico de la región.

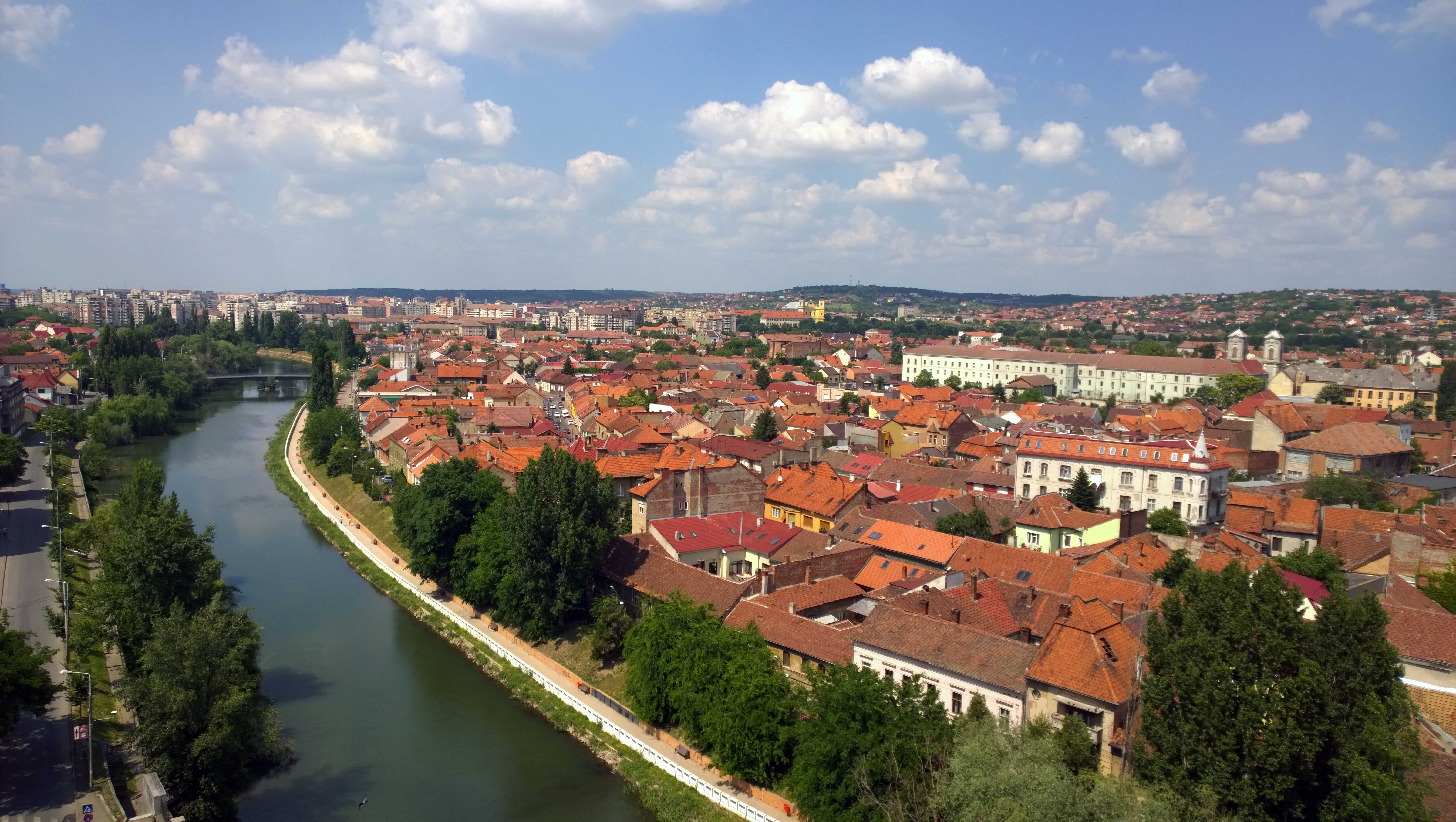
Oradea es otro importante centro económico y cultural de la región.

La economía de Nord-Vest es principalmente agrícola (el 46 % de su población tiene la agricultura como ocupación principal), aunque existe algo de industria pesada y ligera en los principales centros industriales regionales de Cluj-Napoca, Oradea, Baia Mare, Bistrița, Satu Mare y Zalău.
También hay varios centros mineros en el Distrito de Maramureș y en las montañas Apuseni. Muchas de estas áreas mineras se han cerrado parcialmente, lo que ha provocado un desempleo local significativo, a pesar de que el desempleo en la región de Nord-Vest es aproximadamente del 4 %, por debajo de la media nacional rumana del 5,5 %. Muchas áreas mineras han sido clasificadas por el gobierno como zonas desfavorecidas, con incentivos otorgados a los inversionistas que planean crear empleos en estas áreas y diversificar la economía.
El PIB per cápita de la región está ligeramente por debajo del promedio rumano (aproximadamente el 90% del promedio rumano), a pesar de que las principales ciudades, Cluj-Napoca y Oradea, son de las más prósperas de Rumania.

## Infraestructura
La región está atravesada por cinco carreteras europeas: E60, E81, E79, E671 y E58. Además, la autopista A3 está actualmente en construcción y cruzará los distritos de Cluj, Sălaj y Bihor en la región. Nord-Vest también cuenta con una extensa infraestructura ferroviaria que conecta la mayoría de las ciudades importantes.
La región tiene cuatro aeropuertos: Cluj-Napoca, Oradea, Satu Mare y Baia Mare. Actualmente, los aeropuertos de Cluj-Napoca, Oradea y Satu Mare tienen vuelos internacionales, mientras que el aeropuerto de Baia Mare está temporalmente cerrado.

## Demografía
La región de desarrollo de Nord-Vest tiene una población total de 2 600 132 (censo de 2011). La región es una de las más étnicamente diversas de Rumanía, con un 25 % de la población que proviene de un grupo minoritario. Después de los rumanos, que representan el 75 % de la población, el grupo minoritario más grande son los húngaros, que comprenden algo menos del 20% de la población. Los húngaros se concentran principalmente en los centros urbanos, especialmente los cercanos a la frontera con Hungría, como Oradea y Satu Mare. La tercera minoría más grande son los romaníes, que representan el 3,5 %, ligeramente por encima de la media nacional. La población romaní se distribuye de manera relativamente uniforme por toda la región, aunque las proporciones más altas se encuentran en el distrito de Bihor, donde aproximadamente el 5 % de la población es romaní.
El rumano es el idioma más hablado, hablado como primera lengua por el 76,6% de los habitantes de la región. Los otros idiomas importantes son el húngaro, hablado por el 19,9 % de la población, el romaní y el ucraniano. La religión se basa principalmente en grupos étnicos, siendo la religión más grande la ortodoxa rumana, profesada por el 68,38 % de la población, en su mayoría de etnia rumana. Otras religiones importantes son la Iglesia Reformada (12,70 %) y el catolicismo (Iglesia latina: 6,86%; Iglesia greco-católica: 4,20 %).

### Edad y fertilidad
La región de Nord-Vest tiene la siguiente estructura de edad, según el censo de 2011:

### Idioma
- Rumano: 1.898.588
- Húngaro: 474.134
- Romaní: 45.624
- Ucraniano: 32.056
- Eslovaco: 6.964
- Alemán: 2.847
- Otro: 3.567
- Información no disponible: 136.352

### Religión
- Ortodoxo rumano: 1.873.647 (68,38%)
- Reformada: 347.857 (12,70%)
- Iglesia católica:

- Católico latino: 187.988 (6,86%)
- Católico oriental: 114.978 (4,20%)

- Pentecostal : 106,959 (3,90%)
- Bautistas: 54.800 (2%)
- Ateo/Sin religión: 5.244 (0,19%)

### Ciudadanía
El 99,9 % de la población de la región de Nord-Vest tiene ciudadanía rumana. Hay 2343 residentes, o el 0,09 % de la población, de ciudadanía extranjera, que incluyen:
- Ciudadanía moldava: 621
- Ciudadanía italiana: 298
- Ciudadanía ucraniana: 156

2687 personas, o el 0,10 % de la población, tiene doble ciudadanía.